# Everlasting (chanson)
Pour les articles homonymes, voir Everlasting.
Singles de BoA
Dakishimeru
(2005) Nanairo no Ashita ~Brand new beat~/Your Color
(2006)
Everlasting est le 19e single de BoA sorti sous le label Avex Trax le 18 janvier 2006 au Japon. Il atteint la 4e place du classement de l'Oricon et reste classé neuf semaines pour un total de 74 744 exemplaires vendus. Les chansons Everlasting et Soundscape se trouvent sur l'album Outgrow. People Say... est utilisé comme thème musical pour le film d'animation Nos voisins, les hommes.

## Liste des titres
| 1. | Everlasting                  |  |
| 2. | Soundscape                   |  |
| 3. | Everlasting (Classical ver.) |  |
| 4. | Everlasting (TV Mix)         |  |
| 5. | Soundscape (TV Mix)          |  |

| 1. | Everlasting                                                      |  |
| 2. | Seulpeumeun Neomchyeodo (People Say...) (슬픔은 넘쳐도)          |  |
| 3. | Everlasting (Classical ver.)                                     |  |
| 4. | Everlasting (TV Mix)                                             |  |
| 5. | Seulpeumeun Neomchyeodo (People Say...) (TV Mix) (슬픔은 넘쳐도) |  |